# Flash Gordon (1980)
Flash Gordon ist ein Science-Fiction-Film aus dem Jahre 1980 nach der gleichnamigen Comic-Reihe.

## Handlung
Imperator Ming ist ein intergalaktischer Führer, der schon mehrere Welten und Völker des Weltraums unter seine Herrschaft gebracht hat. Alle tausend Jahre überprüft Ming sämtliche Welten seines Reiches dahingehend, ob ihre Bewohner eine Bedrohung für seine Herrschaft darstellen könnten. Falls die Bewohner des jeweiligen Planeten die von ihm verursachten Katastrophen für natürliche Phänomene halten, sieht er sie als harmlos an und verschont sie daher. Wird ihnen jedoch bewusst, dass es sich um einen Eingriff Mings handelt, dann erachtet er sie als potenzielle Bedrohung und vernichtet sie. Ming testet auch die Bewohner der Erde, die nicht einmal wissen, dass sie zum Herrschaftsgebiet des Reiches von Ming gehören.
Auf der Erde kreuzen sich derweil die Wege des Sportlers Flash Gordon, der Reiseleiterin Dale Arden und des exzentrischen Wissenschaftlers Dr. Hans Zarkov. Letzterer glaubt, dass seine Theorie vom Untergang der Erde durch eine außerirdische Macht nun Gestalt annimmt. Sie starten mit Zarkovs Rakete und werden durch ein Wurmloch in das Reich Mings, zum Planeten Mongo, versetzt. Alle drei werden von Ming gefangen genommen. Während Gordon zum Tode durch Gas verurteilt wird, soll Zarkov durch eine Gehirnwäsche gefügig gemacht und zu einem Spion für das Reich des Ming werden. Dale hingegen gefällt Ming, daher will der Imperator sie ehelichen, um sich an ihr regelmäßig vergehen zu können. Außerdem verändert Ming die Umlaufbahn des Erdenmondes, so dass dieser in wenigen Tagen auf die Erde stürzen wird. Grund dafür ist, dass Zarkov Mings Spiel mit der Erde erkannt hat. Dies genügt dem Tyrannen als Beweis dafür, dass die Erdbewohner ihm gefährlich werden könnten.
Dank der Hilfe Prinzessin Auras, der Tochter Mings, die Flash Gordon für sich haben möchte, überlebt dieser die Hinrichtung und wird von ihr in das Reich Prinz Barins gebracht. Jedoch ist Barin Aura verfallen und deswegen auf Gordon eifersüchtig, da er die Zuneigung Auras zu diesem erkennt. Deswegen versucht Barin, Gordon zu töten, um seinen Rivalen auszuschalten. Dabei hat er nicht mit dem geflügelten Falkenmann Prinz Vultan gerechnet, der beide gefangen nehmen und in seine schwebende Stadt bringen lässt. Dort befinden sich bereits Dale und Zarkov, bei dem die Gehirnwäsche durch die stille Rezitation von „Shakespeare, dem Talmud und Einsteins Relativitätstheorie“ fehlgeschlagen ist. Vultan plant schon seit einiger Zeit eine Rebellion gegen Ming, verfügt aber nur über veraltete Waffen. Um Zeit zu gewinnen, will er Barin, Gordon, Dale und Zarkov an Ming ausliefern. Barin beruft sich auf ein Gesetz, dem zufolge er das Recht auf einen Zweikampf hat. Als Duellpartner wählt er Gordon.
Während des Zweikampfes erkennt Barin jedoch, dass sein wahrer Feind Ming ist. Daher verbündet er sich mit Gordon und Vultan gegen Ming und seine Schergen. Zur gleichen Zeit hat Klytus, Mings Geheimdienstchef, von Aura durch die Anwendung von Folter ein Geständnis erzwungen und reist zu Vultan. Dort findet er Gordon, Barin, Dale und Zarkov vor. Nachdem Gordon und Barin Klytus spontan töten, stellt der kurz darauf eintreffende Ming Gordon vor die Wahl: Entweder er nimmt das Angebot an, Herrscher über die Erde von Mings Gnaden zu werden, oder zu sterben. Gordon weigert sich, das Angebot Mings anzunehmen. Er entkommt mittels Raketenmoped der Explosion des Palastes.
Die bis zur Vernichtung der Erde verbleibende Zeit läuft ab und die geplante Hochzeit zwischen Ming und Dale steht kurz bevor. Gordon macht sich mit Vultan und seinen Falkenmännern zum Palast Mings auf, der mit Lasern und Schutzschilden schwer gesichert ist. Doch Gordon hat Glück. Zarkov und Barin ist mit Auras Hilfe die Flucht gelungen. Sie schalten den Schutzschild aus. Gordon rast mit einem gekaperten Raumschiff genau in die Hochzeitszeremonie und verhindert die Hochzeit. Doch der schwerverletzte Ming ist sich sicher, dass ihn kein Erdenmensch je wird töten können, und löst sich auf. Nur sein Herrscherring bleibt übrig. Da Ming tot ist, wird Barin zum neuen Herrscher ausgerufen. Er ernennt Vultan zum General.
Die Schlussszene zeigt Mings auf dem Boden liegenden Ring, der von der Hand einer nicht erkennbaren Person aufgehoben wird. Das Lachen Mings ertönt, bevor der Abspann mit „The End“ und einem nach kurzer Pause angehängten Fragezeichen beginnt.

## Filmmusik
Der Soundtrack einschließlich des Titelsongs Flash stammt von der Rockgruppe Queen und erschien auf dem Album Flash Gordon. Zusätzliche Arrangements bzw. die orchestralen Teile der Filmmusik stammen von Howard Blake.

## Synchronisation
Die deutsche Synchronfassung entstand bei der Berliner Synchron. Heinz Freitag schrieb das Dialogbuch und führte Regie. Jürgen Thormann sprach die Rolle des Imperator Ming nicht nur im Film, sondern auch in der Flash-Gordon-Hörspielserie von Europa.
| Figur                     | Darsteller                  | Deutscher Sprecher |
| ------------------------- | --------------------------- | ------------------ |
| Flash Gordon              | Sam J. Jones Peter Marinker | Hans-Georg Panczak |
| Imperator Ming            | Max von Sydow               | Jürgen Thormann    |
| Dale Arden                | Melody Anderson             | Cornelia Meinhardt |
| Dr. Hans Zarkov           | Chaim Topol                 | Harry Wüstenhagen  |
| Prinzessin Aura           | Ornella Muti                | Evelyn Maron       |
| Prinz Barin               | Timothy Dalton              | Frank Glaubrecht   |
| Prinz Vultan              | Brian Blessed               | Wolfgang Pampel    |
| General Klytus            | Peter Wyngarde              | Heinz Petruo       |
| General Kala              | Mariangela Melato           | Almut Eggert       |
| Munson, Zarkovs Assistent | William Hootkins            | Wilfried Herbst    |
| Hohepriester Zogi         | Philip Stone                | Otto Czarski       |
| Arobischer Priester       | John Osborne                | Helmut Heyne       |
| General Luro              | John Hallam                 | Karl Schulz        |

## Erstaufführungstermine
- USA: 5. Dezember 1980
- Großbritannien: 10. Dezember 1980
- Deutschland: 25. Februar 1981

## Auszeichnungen
- Der Film wurde 1981 in den Kategorien bestes Kostüm, bester Science-Fiction-Film und bester Nebendarsteller (Max von Sydow) für den Saturn Award nominiert.
- Flash Gordon erhielt 1981 drei Nominierungen für den British Academy Film Award, beste Kostüme, beste Filmmusik und bestes künstlerisches Design.
- Sam J. Jones wurde als schlechtester Darsteller für eine Goldene Himbeere nominiert.

## Kritiken
Der film-dienst fand, das „Rittermärchen à la Prinz Eisenherz in modischem Gewand“ lebe von „anachronistischen Elementen“, wie dem Dschungel samt Sümpfen und den mittelalterlich gekleideten Bewohnern, denen Mings Truppe mit Lasern und Hirnwäsche-Apparaten gegenübersteht. Angesichts der Dekoration und Technik seien Regie und Schauspieler kaum gefordert; der Hauptdarsteller trete „wie ein männliches Pin-up mit dümmlichem Gesichtsausdruck und muskulösem Körper“ auf. „Neben den aufwendigen und phantasievollen Spezialeffekten gibt es auch ein paar inszenatorische Kabinettstückchen“, wie den Angriff auf Mings Wache als sportliche Konfrontation. Für eine Familienunterhaltung geschmacklos und unnötig erschienen einige Sujets wie die sadistischen Methoden der Geheimpolizei oder die Anspielungen auf die SS. Doch davon abgesehen sei Flash Gordon „ein phantasievolles und vergnügliches Science-Fiction-Abenteuer, an dem nicht nur Freunde des Genres ihren Spaß haben können.“
Der Evangelische Filmbeobachter fand die Verfilmung „im Großen und Ganzen geglückt“ und das Flair der Comicvorlage bewahrt. Mit „gut besetzten“ Rollen und „kaum Längen“ sei sie „ein prunkvoller und farbenprächtiger Film“, „eine recht unterhaltsame Kino-Seifenblase“, die mehr leisten als zu unterhalten weder wolle noch könne. Die Blauäugigkeit dieser Fassung, die das „Budget eines Großfilms“ aufweise, entspreche fast der billigeren Flash-Gordon-Filmreihe der 1930er, sei „aber durch Märchencharakter und humorvolle Verfremdung wieder erträglich.“
Ähnlich hieß es in der Frankfurter Allgemeinen Zeitung, das „unterhaltsame Fantasy-Spektakel“ sei sichtlich von Krieg der Sterne beeinflusst, im Vergleich zu diesem jedoch trotz „trivialpolitischer Klischees“ von „herzerfrischender Naivität“.
In einer Kurzkritik urteilte Der Spiegel, der Streifen sei weniger „steif“ als Krieg der Sterne und nehme „sich selbst und das erfolgreiche Genre auf den Arm.“

„Fantasievoll ausgestattetes Science-Fiction-Abenteuer, das seinen Reiz hauptsächlich aus dem Gegensatz futuristischer und anachronistischer Elemente bezieht.“

## Trivia
Der Film wurde am 10. Juni 2022 im Rahmen der Filmreihe KulFaZ, einem Spin-off der Filmreihe SchleFaZ, moderiert von Oliver Kalkofe und Peter Rütten auf Tele 5 gezeigt.